# ميريمبولا
ميريمبولا هي بلدة، في أستراليا، تقع في نيوساوث ويلز، بلغ عدد سكانها 3,544  نسمة وذلك حسب إحصائيات سنة 2016، رمزها البريدي هو 2548.

## المناخ
يظهر الجدول التالي التغييرات المناخية على مدار السنة لميريمبولا:
| البيانات المناخية لـميريمبولا     | البيانات المناخية لـميريمبولا | البيانات المناخية لـميريمبولا | البيانات المناخية لـميريمبولا | البيانات المناخية لـميريمبولا | البيانات المناخية لـميريمبولا | البيانات المناخية لـميريمبولا | البيانات المناخية لـميريمبولا | البيانات المناخية لـميريمبولا | البيانات المناخية لـميريمبولا | البيانات المناخية لـميريمبولا | البيانات المناخية لـميريمبولا | البيانات المناخية لـميريمبولا | البيانات المناخية لـميريمبولا |
| الشهر                             | يناير                         | فبراير                        | مارس                          | أبريل                         | مايو                          | يونيو                         | يوليو                         | أغسطس                         | سبتمبر                        | أكتوبر                        | نوفمبر                        | ديسمبر                        | المعدل السنوي                 |
| --------------------------------- | ----------------------------- | ----------------------------- | ----------------------------- | ----------------------------- | ----------------------------- | ----------------------------- | ----------------------------- | ----------------------------- | ----------------------------- | ----------------------------- | ----------------------------- | ----------------------------- | ----------------------------- |
| الدرجة القصوى °م (°ف)             | 42.8 (109.0)                  | 42.2 (108.0)                  | 37.0 (98.6)                   | 35.5 (95.9)                   | 25.9 (78.6)                   | 22.5 (72.5)                   | 25.2 (77.4)                   | 27.7 (81.9)                   | 33.6 (92.5)                   | 34.0 (93.2)                   | 41.1 (106.0)                  | 40.5 (104.9)                  | 42.8 (109.0)                  |
| متوسط درجة الحرارة الكبرى °م (°ف) | 24.3 (75.7)                   | 24.6 (76.3)                   | 23.4 (74.1)                   | 21.2 (70.2)                   | 18.7 (65.7)                   | 16.3 (61.3)                   | 15.8 (60.4)                   | 16.8 (62.2)                   | 18.3 (64.9)                   | 20.0 (68.0)                   | 21.2 (70.2)                   | 23.0 (73.4)                   | 20.3 (68.5)                   |
| متوسط درجة الحرارة الصغرى °م (°ف) | 15.1 (59.2)                   | 15.4 (59.7)                   | 13.9 (57.0)                   | 10.9 (51.6)                   | 8.3 (46.9)                    | 5.8 (42.4)                    | 4.4 (39.9)                    | 4.9 (40.8)                    | 6.9 (44.4)                    | 9.4 (48.9)                    | 11.6 (52.9)                   | 13.7 (56.7)                   | 10.0 (50.0)                   |
| أدنى درجة حرارة °م (°ف)           | 4.8 (40.6)                    | 7.1 (44.8)                    | 6.5 (43.7)                    | 2.6 (36.7)                    | 0.7 (33.3)                    | −1.3 (29.7)                   | −2.1 (28.2)                   | −1.4 (29.5)                   | −0.3 (31.5)                   | 1.8 (35.2)                    | 2.6 (36.7)                    | 5.8 (42.4)                    | −2.1 (28.2)                   |
| معدل هطول الأمطار مم (إنش)        | 74.5 (2.93)                   | 76.0 (2.99)                   | 91.0 (3.58)                   | 83.1 (3.27)                   | 65.0 (2.56)                   | 69.2 (2.72)                   | 41.2 (1.62)                   | 41.5 (1.63)                   | 56.3 (2.22)                   | 68.6 (2.70)                   | 87.6 (3.45)                   | 76.6 (3.02)                   | 830.6 (32.69)                 |
| متوسط الأيام الممطرة (≥ 0.2mm)    | 10.0                          | 9.3                           | 10.0                          | 9.2                           | 9.4                           | 9.3                           | 7.3                           | 9.1                           | 10.9                          | 11.1                          | 12.6                          | 10.7                          | 118.9                         |
| Average afternoon رطوبة نسبية (%) | 66                            | 67                            | 67                            | 65                            | 65                            | 64                            | 61                            | 59                            | 61                            | 64                            | 67                            | 67                            | 64                            |
| المصدر: Bureau of Meteorology     |                               |                               |                               |                               |                               |                               |                               |                               |                               |                               |                               |                               |                               |

## أعلام
- جيم دونيلي